# Khemmachat Pakhwan
Khemmachat Pakhwan (thailändisch เขมชาติ ปากหวาน; * 6. September 2002) ist ein thailändischer Fußballspieler.

## Karriere
Khemmachat Pakhwan spielte bis Mitte 2020 beim Samut Prakan FC. Der Verein aus Samut Prakan spielte in der vierten Liga des Landes, der Thai League 4, in der Bangkok Region. Für Samut absolvierte er 15 Viertligaspiele. Mitte 2020 wechselte er zum Samut Sakhon FC. Mit dem Verein aus Samut Sakhon spielte er in der zweiten Liga, der Thai League 2. Sein Zweitligadebüt gab er am 17. Oktober 2020 im Heimspiel gegen Chainat Hornbill FC. Hier wurde er in der 79. Minute für Warayut Klomnak eingewechselt. Nach 14 Zweitligaspielen wurde sein Vertrag im Mai 2021 nicht verlängert. Im Sommer 2023 wechselte er in den Süden des Landes, wo er sich dem Drittligisten Trang FC anschloss. Mit dem Klub aus Trang spielte er einmal in der Southern Region der Liga. Wo er die Saison 2022/23 spielte, ist unbekannt. Im Sommer 2023 schloss er dem in der Eastern Region spielenden Drittligisten Pluakdaeng United FC an. Nach einer Spielzeit, in der er fünf Ligaspiele bestritt, wechselte er im Sommer 2024 nach Kanchanaburi zum Drittligisten Kanchanaburi City FC. Mit dem Verein spielt er in der Western Region der Liga.